# Mayron George
Pour les articles homonymes, voir George et Clayton.
Mayron Antonio George Clayton, né le 23 octobre 1993  à Puerto Limón au Costa Rica, plus couramment abrégé en Mayron George, est un footballeur international costaricien évoluant comme attaquant au Beitar Jérusalem.
Mayron George est formé au Limon FC, et découvre le football européen d'abord via la Grèce, puis le Danemark. Il rejoint Pau en 2021 et inscrit sept buts en quatorze matchs lors de la saison 2020-2021 du Pau FC, et contribue au maintien du club en Ligue 2. Mayron George signe ensuite en Suisse au Lausanne-Sport. Après une saison décevante, il rejoint de nouveau le club béarnais la saison suivante en signant un contrat de deux ans.

## Biographie

### Carrière en club
Mayron George a commencé sa carrière professionnelle au Costa Rica, où il a joué pour le Limón Fútbol Club de 2009 à 2014. Il s'est rapidement distingué par ses performances remarquables, inscrivant de nombreux buts décisifs et contribuant ainsi aux succès de son équipe.
En 2014, George a été repéré par des recruteurs étrangers et a rejoint l'OFI Crète de Gennaro Gattuso en Superleague Elláda. La saison suivante, Mayron George prend la direction du Danemark, évoluant au Hobro IK, avant de signer au Randers FC en août 2016 pour une durée de quatre ans.
George rejoint ensuite le Lyngby BK, puis le Football Club Midtjylland. Son passage a Midtjylland est ponctué de prêts en Norvège au Vålerenga Fotball, en Hongrie au Budapest Honvéd Football Club, puis en Suède au Kalmar FF. En 2019, il a remporté la Coupe du Danemark avec le FC Midtjylland. En 2020, il a décroché le titre de la Coupe de Hongrie avec le Budapest Honvéd.
Le 1er février 2021, Mayron George est de nouveau prêté par Midtjylland et rejoint la France et le Pau FC en Ligue 2. A la trêve hivernale, le club béarnais pointe à la dix-neuvième place. Auteur de sept buts en seulement quatorze rencontres, Mayron George permet aux béarnais de se maintenir pour la première saison de leur histoire en Ligue 2, terminant à la quatorzième place au classement au terme du championnat. 
Mayron George rejoint ensuite le temps d'une saison le Football Club Lausanne-Sport. Son passage est peu concluant.
Il revient ensuite au Pau Football Club pour la saison 2022-2023 du Pau FC. En difficulté lors de la première partie de saison, en raison d'une condition physique insatisfaisante et d'une suspension de quatre matches avec l'équipe réserve au printemps, Mayron George s'avère finalement indispensable pour l'obtention du maintien. Dans le dernier quart de la saison, il inscrit six buts, dont cinq lors des cinq dernières rencontres. Sa contribution dans le jeu en retrait dos au but a également été précieuse, avec quatre passes décisives. Il est notamment l'auteur du but décisif pour le maintien à la dernière journée face au SM Caen. 
En retrouvant sa forme optimale, George affirme sa position à part dans le cœur des supporters, se voyant attribuer le surnom de Supermayron par La République des Pyrénées. 
Ainsi, en raison de la fin de saison en boulet de canon de Mayron Georges, de nombreux espoirs reposent sur lui pour la saison 2023-2024 du Pau FC.

### En sélection
Il honore sa première sélection le 10 octobre 2014 lors d'un match amical contre Oman.

## Statistiques
| Saison                | Club                   | Championnat           | Championnat | Championnat | Coupe(s) nationale(s) | Coupe(s) nationale(s) | Compétition(s) continentale(s) | Compétition(s) continentale(s) | Compétition(s) continentale(s) | Costa Rica | Costa Rica | Total | Total |
| Saison                | Club                   | Division              | M.          | B.          | M.                    | B.                    | Comp.                          | M.                             | B.                             | M.         | B.         | M.    | B.    |
| 2010-2011             | Limón FC               | Primera División      | 1           | 0           | -                     | -                     | -                              | -                              | -                              | -          | -          | 1     | 0     |
| 2011-2012             | Limón FC               | Primera División      | 21          | 2           | -                     | -                     | -                              | -                              | -                              | -          | -          | 21    | 2     |
| 2012-2013             | Limón FC               | Primera División      | 29          | 4           | -                     | -                     | -                              | -                              | -                              | -          | -          | 29    | 4     |
| 2013-2014             | Limón FC               | Primera División      | 40          | 12          |                       |                       | -                              | -                              | -                              | -          | -          | 40    | 12    |
| Sous-total            | Sous-total             | Sous-total            | 91          | 18          | 0                     | 0                     | -                              | -                              | -                              | -          | -          | 91    | 18    |
| 2014-2015             | OFI Crète              | Superleague           | 20          | 2           | 5                     | 3                     | -                              | -                              | -                              | 2          | 0          | 27    | 5     |
| 2015-2016             | Hobro IK               | Superligaen           | 23          | 9           | 1                     | 0                     | -                              | -                              | -                              | 1          | 0          | 25    | 9     |
| 2016-2017             | Hobro IK               | 1e Divisie            | 2           | 1           | -                     | -                     | -                              | -                              | -                              | -          | -          | 2     | 1     |
| Sous-total            | Sous-total             | Sous-total            | 25          | 10          | 1                     | 0                     | -                              | -                              | -                              | 1          | 0          | 27    | 10    |
| 2016-2017             | Randers FC             | Superligaen           | 15          | 2           | 3                     | 0                     | -                              | -                              | -                              | -          | -          | 18    | 2     |
| 2017-2018             | Randers FC             | Superligaen           | 7           | 0           | 0                     | 0                     | -                              | -                              | -                              | -          | -          | 7     | 0     |
| Sous-total            | Sous-total             | Sous-total            | 22          | 2           | 3                     | 0                     | -                              | -                              | -                              | -          | -          | 25    | 2     |
| 2017-2018             | Lyngby BK (prêt)       | Superligaen           | 22          | 7           | 4                     | 1                     | -                              | -                              | -                              | -          | -          | 26    | 8     |
| 2018-2019             | FC Midtjylland         | Superligaen           | 24          | 4           | 4                     | 1                     | C1+C3                          | 1+3                            | 0+1                            | 11         | 1          | 43    | 7     |
| 2019                  | Vålerenga (prêt)       | Eliteserien           | 10          | 2           | -                     | -                     | -                              | -                              | -                              | -          | -          | 10    | 2     |
| 2019-2020             | Budapest Honvéd (prêt) | OTP Bank Liga         | 6           | 1           | 5                     | 0                     | -                              | -                              | -                              | -          | -          | 11    | 1     |
| 2020                  | Kalmar FF (prêt)       | Allsvenskan           | 3           | 0           | 0                     | 0                     | -                              | -                              | -                              | -          | -          | 3     | 0     |
| 2020-2021             | Pau FC (prêt)          | Ligue 2               | 14          | 7           | -                     | -                     | -                              | -                              | -                              | -          | -          | 14    | 7     |
| 2021-2022             | FC Lausanne-Sport      | Super League          | 11          | 0           | 2                     | 1                     | -                              | -                              | -                              | -          | -          | 13    | 1     |
| 2022-2023             | Pau FC                 | Ligue 2               | 25          | 5           | 4                     | 2                     | -                              | -                              | -                              | -          | -          | 29    | 7     |
| Total sur la carrière | Total sur la carrière  | Total sur la carrière | 273         | 58          | 28                    | 8                     | -                              | 4                              | 1                              | 14         | 1          | 319   | 68    |